# Svazek obcí Kostelecka
Svazek obcí Kostelecka je právnická osoba dle zákona 128/2000 Sb. o obcích v okresu Prostějov, jeho sídlem je Kostelec na Hané a jeho cílem je zejména ochrana prosazování společných zájmů obcí. Sdružuje celkem 12 obcí.

## Obce sdružené v mikroregionu
- Bílovice-Lutotín
- Čechy pod Kosířem
- Čelechovice na Hané
- Hluchov
- Kostelec na Hané
- Laškov
- Pěnčín
- Přemyslovice
- Ptení
- Smržice
- Stařechovice
- Zdětín